# 박관수 (1897년)
박관수(朴寬洙, 일본식 이름: 琴川寬고토카와 간, 1897년 12월 17일 ~ 1980년 9월 17일)는 일제강점기의 교육자이자 대한민국의 교육자, 사회사업가, 보수주의 운동가이다. 박정희의 고등학교 시절 스승으로 잘 알려져 있으며 1960년대와 1970년대의 반공 우익 시민단체에서 활동하였다. 한국반공연맹 제1대 이사장과 대한노인회 제3~4대 회장, 공산권문제연구소 제2대 이사장 등을 지냈다. 본관은 밀양(密陽)으로 호는 금계(琴溪). 울산시 출신.

## 생애

### 청소년기
경상남도 울산의 밀양 박씨 선비 가문에서 태어났다. 어릴때 생활이 빈한했으나, 울산 지역 유지인 김홍조(金弘祚)의 도움으로 학업을 시작할 수 있었다. 김홍조는 지역의 인재들에 대한 장학사업을 하였고, 일본 등으로 유학을 보내기도 했다. 후에 박관수는 김홍조의 누이동생과 결혼했다.
지금의 울산초등학교인 울산보통학교를 졸업하고, 경성부의 경성고등보통학교에 진학하였다. 이후 일본으로 유학을 떠나 1919년 히로시마고등사범학교를 졸업하고 도쿄 제국대학에 입학했다. 일본 유학 도중 유학생 신분으로 독립운동을 하다가 한때 투옥당하기도 했다. 1922년 도쿄 제국대학 철학과를 수료했다.

### 귀국 이후
귀국한 뒤 교사로 임관되어 대구사범학교에서 교육학 교사와 심리학 교사로 일했다. 이때 대구사범에 재학 중이던 박정희를 가르쳤다. 수원고등농림학교 강사를 거쳐, 조선총독부 소속의 교육 관료인 시학관으로 오래 근무했다. 1939년에 경기공립고등여학교 교장이 되었다. 이때 그는 궁성요배를 하며 교직원들에게 전시체제에 대한 훈시를 했다 한다.
경기고등여학교 교장으로 재직 중이던 1941년에 태평양 전쟁 지원을 위해 결성된 조선임전보국단 발기인을 맡았다. 이후 춘천고등학교 교장 등을 지내기도 했다.

### 광복 이후
1945년 8월 광복 후 잠시 은거하다가 다시 교육계에 투신하였으며 1952년에 경북대학교 교수로 임용되고, 이후 경북대학교 법정대학 학장 겸 교학처장 등을 지냈고, 52~57년 경북대학교 교수와 대전고등학교 교장, 울산농업고등학교와 대전고등학교, 옥천여자고등학교 교장 등을 거쳐 1961년 한양대학교 교수 등을 역임하였다.
5·16 군사정변으로 박정희가 집권한 이후 여러 반공 우파 단체와 시민단체의 수장으로 초빙되어 활동했다.
1965년 단군정신선양회 회장, 신라오릉보존회 총재, 등을 거쳐 아시아민족반공연맹 이사장, 1966년 한국반공연맹 제1대 이사장 등을 지냈다. 1967년 전국노인단체연합회창립준비위원회 명예총재에 추대되었다. 1970년 월남인 출신 공산권문제연구소 이사장 한재덕이 사망하자, 제2대 공산권문제연구소 이사장으로 초빙되어 부임하였다. 이를 놓고 윤형복은 박정희의 은사라서 한자리 마련해 주지 않았나며 의혹을 제기하였다.
공산권문제연구소 이사장 이후 1971년 현정회(顯正會) 이사, 1972년 전북매일신문 회장, 1972년 8월 제3대 대한노인회 회장 등을 지냈다. 이후 여러 반공 우파 단체들을 지도하며 반공 강연활동을 하기도 했다. 1978년 8월 제4대 대한노인회 회장에 재선되었으나 1980년 9월 사퇴했다.
저서로 《인간혁명론》, 《북한의 농민》, 《북한의 노동자》, 《북한의 가정과 부녀자》, 《위대한 시대에의 도전》, 《현대한국반공투쟁사》, 《국민독본》 등이 있다. 특히 1966년부터 1980년까지 14년 동안 반공연맹 이사장으로 계속 연임되면서, 제3공화국과 제4공화국 정권의 통치원리인 안보논리의 이론적 근거를 제시하는 데 일정한 역할을 했다.

### 사후
2008년 민족문제연구소가 발표한 친일인명사전 수록예정자 명단 중 교육/학술 부문에 선정되었으며 2009년 친일반민족행위진상규명위원회가 발표한 친일반민족행위 705인 명단에 포함되었다.

## 상훈
- 홍조근정훈장

## 같이 보기
| - 반공주의 - 보수주의 - 조선일보 - 선우휘 - 이효상 - 조갑제 - 지만원 - 박홍 - 홍일식 - 서정갑 - 박정희 - 한국반공연맹 - 반공주의 | - 송복 - 이도형 - 이상돈 - 홍관희 - 복거일 - 노재봉 - 오제도 - 선우종원 - 이주천 |

## 참고자료
- 박관수(朴寬洙) - 한국학중앙연구원
- 신춘희 (2008년 3월 12일). “[울산의 선각자] 35. 육영사업 - 추전 김홍조”. 경상일보. 2008년 4월 13일에 확인함. |제목=에 지움 문자가 있음(위치 1) (도움말)[깨진 링크]